# حرب كولونيا
كانت حرب كولونيا (1583-1588) صراعًا بين الفصائل البروتستانتية والكاثوليكية التي دمرت انتخابية كولونيا، الإمارة الكنسية (الإكليريكية) التاريخية للإمبراطورية الرومانية المقدسة، الواقعة في منطقة شمال الراين-ويستفاليا الحالية في ألمانيا. وقعت الحرب في سياق الإصلاح البروتستانتي في ألمانيا وما تلاه من إصلاح مضاد، وبالتزامن مع الثورة الهولندية وحروب الدين الفرنسية.
دعي الصراع حرب سينيشال أو ثورة سينيشال وفي بعض الأوقات أطلق عليها حرب المجاري، وهي صراع اختبر مبدأ التحفظ الكنسي الذي ضُمّن في السلام الديني لأوغسبورغ (1555). استبعد هذا المبدأ أو حفظ الأراضي الكنسية للإمبراطورية الرومانية المقدسة من تطبيق مقولة «صاحب العرش هو صاحب الدين» كوسيلة أساسية لتحديد ديانة الأقاليم. نص المبدأ على أنه إذا تحول أمير كنسي إلى البروتستانتية، فسيستقيل من منصبه بدل إجبار الرعية على التحوّل معه.
في ديسمبر من العام 1582، تحول جيبارد تروتسيس فون فالدبرج، الأمير المنتخب لكولونيا، إلى البروتستانتية. في هذه الحالة، وبحسب مبدأ التحفظ الكنسي، يجب على الأمير الاستقالة، لكنه عوضًا عن ذلك، أعلن التكافؤ الديني لرعاياه، وفي عام 1583، تزوج من أغنيس فون مانسفيلد-إيزلبن، بغية تحويل الإمارة الكنسية إلى سلالة دوقية علمانية. انتخب فصيل من رهبان الكاثيدرائية رئيس أساقفة آخر هو إرنست بافاريا.
في البداية، خاضت قوات تابعة لأساقفة كولونيا المتنافسين معارك للسيطرة على أجزاء من الإقليم.  احتفظ العديد من البارونات والكونتات الذين يسيطرون على أراضي مع التزامات إقطاعية للناخبية، بأراضٍ في المقاطعات الهولندية القريبة مثل ويستفاليا ولييج وهولندا الجنوبية أو الإسبانية. ضخّمت التعقيدات  الإقطاعية العداء المحلي  لتشمل أنصار الانتخابية من بالاتينات الراين والمرتزقة الهولنديين والاسكتلنديين والإنجليز على الجانب البروتيستانتي، والمرتزقة البافاريين والبابويين على الجانب الكاثوليكي. في عام 1586، توسع الصراع أكثر، فشاركت به بشكل مباشر القوات الإسبانية والمرتزقة الإيطاليين على الجانب الكاثوليكي، بينما قدم كل من هنري الثالث ملك فرنسا وإليزابيث الأولى ملكة إنجلترا الدعم المالي والدبلوماسي للجانب البروتستانتي.
تزامن الصراع مع الثورة الهولندية التي نشبت بين عامي 1568 و1648، ما شجع مشاركة المقاطعات الهولندية المتمردة والإسبانية بالصراع. أدى انتهاء الحرب لصالح الجانب الكاثوليكي إلى تعزيز سلطة ويتلسباخ في الأراضي الشمالية الغربية لألمانيا وتشجيع إعادة إحياء الكاثوليكية عند نهر الراين السفلي. الأهم من ذلك هو أن حرب كولونيا شكلت سابقة للتدخل الخارجي في الصراعات الدينية وصراعات السلالات الألمانية.

## خلفيتها

### الانقسامات الدينية في الإمبراطورية الرومانية المقدسة
قبل القرن السادس عشر، كانت الكنيسة الكاثوليكية هي الديانة المسيحية الرسمية الوحيدة في الإمبراطورية الرومانية المقدسة. دعا جدول الأعمال الأولي لمارتن لوثر إلى إصلاح مذاهب الكنيسة وممارساتها، ولكن بعدما طُرد من الكنيسة، أصبحت أفكاره مجسدة في حركة دينية منفصلة تمامًا، عرفت باللوثرية. رفض في البداية الإمبراطور الروماني المقدس تشارلز الخامس اللوثرية معتبرًا إياها حجة غير منطقية بين الرهبان، كما أثارت فكرة إصلاح مذاهب الكنيسة الجدل وتسببت باستعار المنافسة والصراع في العديد من أراضي الإمبراطورية الرومانية المقدسة والتي تحوّلت بسرعة إلى صراعات بين فصائل مسلحة فاقمت المظالم الاجتماعية والسياسية والإقليمية القائمة، كان كل هذا لأن الكنيسة في التعاليم الكاثوليكية تعتبر معصومة ومقدّسة؛ وقد تجسدت هذه التوترات في تحالفات مثل رابطة شمالكالدي البروتستانتية، والتي اتفق خلالها العديد من الأمراء اللوثريين على حماية بعضهم البعض من التعدي على أراضيهم وعلى سلطتهم المحلية؛ ردًا على هؤلاء، شكل الأمراء الذين ظلوا موالين للكنيسة الكاثوليكية الرابطة المقدسة الدفاعية. بحلول منتصف ثلاثينيات القرن السادس عشر، تحولت الدول الناطقة بالألمانية في الإمبراطورية الرومانية المقدسة إلى فصائل مسلحة تحددها الروابط الأسرية والاحتياجات الجغرافية والولاءات الدينية والتطلعات الأسرية. أبرزت القضية الدينية هذه الصراعات العلمانية وأخفتها في نفس الوقت.
أدرك الأمراء ورجال الدين على حد سواء أن الانتهاكات المؤسساتية أعاقت ممارسات المؤمنين، لكنهم اختلفوا على كيفية حل المشكلة. يعتقد البروتستانت أن هناك حاجة إلى إصلاح العقيدة (خاصة فيما يتعلق بتعاليم الكنيسة حول التبرير والانغماس والمطهر والبابوية) في حين رغب أولئك الذين ظلوا على ديانتهم الكاثوليكية في إصلاح أخلاق رجال الدين فقط، دون التضحية بالعقيدة الكاثوليكية. عقد البابا بولس الثالث مجلسًا لدراسة المشكلة عام 1537، وحقق العديد من الإصلاحات المؤسساتية والداخلية التي تهدف إلى تجنب المحسوبيات وبعض أكثر الانتهاكات الصارخة التي يرتكبها الكهنة والتي تؤثر سلبًا على سمعة الكنيسة. على الرغم من الجهود التي بذلها كل من الإمبراطور الروماني المقدس تشارلز الخامس وبابا روما، إلا أن توحيد شطري الإيمان أُعيق بسبب مفاهيم مختلفة عن «الكنيسة» ومبدأ التبرير. تمسك الكاثوليك بالتعليم التقليدي بأن الكنيسة الكاثوليكية هي وحدها الكنيسة الحقيقية، بينما أصرّ البروتستانت على أن الكنيسة التي أسسها المسيح كانت غير مرئية وبالتالي لن تكون مرتبطة بأي مؤسسة دينية واحدة على وجه الأرض. أما فيما يتعلق بالتبرير، فقد أصر اللوثريون على أنه يحدث بالإيمان فقط، بينما أيد الكاثوليك العقيدة الكاثوليكية التقليدية بأن التبرير ينطوي على كل من الإيمان والصدقة الجارية. دعت رابطة شمالكالديك مجلسها المسكوني الخاص بها للانعقاد عام 1537 وطرحت العديد من مبادئ الإيمان. عندما اجتمع المندوبون في ريغنسبورغ عامي 1540-1541، توافق ممثلو الأطراف المشاركة على مسألتي عقيدة الإيمان والتبرير، لكنهم لم يتمكنوا من الاتفاق على الأسرار والاعتراف والغيب وتعريف الكنيسة. بدا أتباع الكاثوليكية واللوثرية أبعد عن بعض من أي وقت مضى. في عدد قليل من البلدات والمدن كان اللوثريون والكاثوليك قادرين على التعايش في شبه تناغم، لكن بحلول عام 1548، تداخلت الخلافات السياسية بالقضايا الدينية، فأصبح أي شكل من أشكال الاتفاق يبدو بعيدًا.
في عام 1548، أعلن تشارلز  قرارًا إمبراطوريًا لتنظيم العلاقة بين الأديان، سعى من خلاله إلى إيجاد أرضية مشتركة للسلام الديني. أدى هذا الجهد إلى عزل كل من الأمراء البروتستانت والأمراء الكاثوليك إضافة إلى البابا. حتى تشارلز، وهو صاحب القرار والمرسوم، لم يكن سعيدًا بالأبعاد السياسية والدبلوماسية لما اعتُبر نصف تسوية دينية. لم تنجح الجلسات التي عقدها البابا يوليوس الثالث في مجلس ترينت المسكوني بين عامي 1551 و1552 في حل أي من القضايا الدينية الكبرى، لكنها أعادت ببساطة تعاليم الكاثوليك وأدانت التعاليم البروتستانتية باعتبارها بِدعًا.

### التغلب على الانقسام الديني
من الواضح أن حل تشارلز المؤقت لم يكن ليستمر، لذا أمر بعقد اجتماع عام في أوغسبورغ تناقش فيه الولايات المختلفة المشكلة الدينية وتعمل على حلها. لم يحضر تشارلز شخصيًا، بل فوّض سلطته إلى شقيقه فرديناند «للتصرف مع، وتسوية» النزاعات على الأراضي والدين والسلطات المحلية. في المؤتمر، استخدم فرديناند الإقناع والتهديد مع ممثلي الأطراف المختلفين لضمان موافقتهم على المبادئ الثلاث الأساسية.
ينص مبدأ «صاحب العرش هو صاحب الدين» على الوحدة الدينية داخل الدولة: يصبح دين الأمير دين الدولة وجميع سكانها. يسمح للسكان الذين لم يتمكنوا من الامتثال لدين الأمير بالمغادرة، وهي فكرة كانت تعتبر مبتكرة في القرن السادس عشر. ناقش المندوبون المختلفون هذا المبدأ بإسهاب، وتوصلوا أخيراً إلى اتفاق على تفاصيل صياغته بعد دراسة المشكلة والحلول المقترحة من كل الزوايا الممكنة.